# Tom Jones (regény)
Az angol irodalomtörténetben a regény fejlődésének nyitánya a 18. századra tehető. Ebben a polifonikus összhangzatban az egyik legfontosabb és legkülönlegesebb összetevő Henry Fielding három regénye, a Joseph Andrews (1742), a Tom Jones (1749) és az Amelia (1751). Ezek a művek nem csak regénytörténeti jelentőségükkel és poétikai tanulságaikkal emelkednek ki, hanem korunkra is érvényesíthető igazságokkal okítják az olvasót, s ez különösen igaz a Tom Jonesra, amely egyértelműen a fieldingi életmű csúcspontja.

## Keletkezésének előzményei
Ehhez a remekműhöz, alighanem hozzájárult Henry Fielding életpályájának és írói ténykedésének egy sajátos jellemzője: az író életében, értékrendjében és munkájában vissza-visszatérő helyzet, amikor is a 18. századi szélsőséges Anglia világában egyensúlyoznia kellett a személyes fennmaradás és a művészi életforma között. Már fiatalkorától kezdve fennállt ez a helyzet: 1707-ben született, Somerset megyében középnemesi, arisztokrata ősöket felsorakoztató családban. A kapzsi rokonság elperelte apjától – Edmund Fieldingtől, aki nem mellesleg Malborough seregében volt tábornok – a birtokot, így bizonytalan anyagi helyzetet és társadalmi hovatartozást hagyott örökül fiának. Ráadásul a fiú édesanyja – a magas rangú bíró lányaként ismert Sarah Gould – korai halálát is tragédiaként élte meg. Az ifjú Henry szerencséjére a megmaradt rang, a jó név, az összeköttetések és nyughatatlan nagyanyja révén Eton College-ban, az előkelő „public school”-ban végezhette tanulmányait, ám a létbizonytalanság és az ingatag anyagi helyzet miatt, hamarosan kenyérkereső állás után kellett néznie. Így válik – akarata ellenére – az irodalom piaci vállalkozássá számára, annak ellenére, hogy mindig is megvetette ezt, hiszen nem volt méltó példaképeihez: Alexander Pope-hoz és Jonathan Swifthez, akik egyértelműen a magasirodalom alkotói voltak.
Később, Londonban már színházi tevékenységével kereste meg a napi betevőjét: komédiák, drámai szatírák, drámai paródia-travesztiák sora került ki keze alól. Színházigazgatóként is dolgozott egészen addig, amíg a Robert Walpole féle cenzúratörvény – amely magába foglalta az engedély nélkül működő színházak bezáratását, amilyen Fieldinggé is volt – véget nem vetett ennek. Így az író megélhetés nélkül maradt. Ezután jogi tanulmányokba kezdett és az általános hat év helyett három év alatt elvégzi az iskolát. Ügyvédi pályája nehézkesen indult, így egy whig politikai lap szerkesztésébe kezdett, de nem ért el nagy sikereket.
1734-ben megházasodott: feleségül vette Charlotte Cradockot akitől 2 gyermeke született. Mindent megtett családja fenntartása érdekében, hosszabb-rövidebb füzetes olvasmányokat adott ki, szatírákat, hosszabb prózai allegóriákat írt, így vetett papírra például A néhai nagy Jonathan Wild úr élettörténetét, amely egy Walpole ellenes szatíra. Ezen az úton haladva jutott el nagy lélegzetvételű műveinek megírásához is. Az első ilyen műve a Joseph Andrews és barátja, Mr. Abraham Adams kalandjai (1743) volt, amelyet Samuel Richardson – nagy irodalmi ellenlábasa – Pamela (1740) című írásának paródiája. (Egy korábbi paródiáját is megírta a Pamelának: névtelenül adta ki Shamela címmel.) Időközben, minden erőfeszítése ellenére elvesztette feleségét a rossz életkörülményeik miatt, viszont későbbi műveiben Sophia és Amelia képében állított emléket a szeretett asszonynak. Mégis ez volt az oka annak, hogy az alkoholért nyúl, ami később – még ha csak közvetve is – halálát okozza.
Felfelé ívelő jogi pályafutása miatt hamarosan békebírói kinevezést kapott, és lelkiismeretes munkába kezdett. Felvette a harcot a városban nagymértékben elharapódzott bűnözés ellen és valódi rendőrséget szervezett. Eközben folytatta írói munkásságát is: egy ifjú író, Tobias Smollett első regénye – Roderick Random (1748) – új ihletet adott Fieldingnek, így írta meg örökéltű klasszikusát, a Tom Jonest (1749).

## Műfaj
Henry Fielding Tom Jones című műve 1749-ben látott napvilágot. Műfaját tekintve 3 lehetőség közül is választhatunk.

### Prózában megírt polgári eposzparódia
Maga az író különös megjelölést ad rá: prózában megírt polgári eposzparódia. Formáját tekintve tényleg próza, ám szerkezetét tekintve messze maga mögött hagyja az eposz határait, annak ellenére, hogy tartalmaz eposzi kellékeket (például van enumeráció/seregszemle és invokáció/segítségkérés Molly templom előtti jelenténél, amikor az irigyei rátámadnak) is. A regény valóban mind stílusában, mind tartalmában parodizálja Tobias Smollett Roderick Randomját, ám ennél mégis sokkal több.
Fielding felállította az ellentétek elvét az klasszikus eposzok jellemábrázolás alapján, amelyet olyannyira fontosnak tartott, hogy a gyakorlatban is alkalmazta. Az író szerint, ez az elv segít bekapcsolódni az olvasónak az elképzelést kialakító folyamatba, amelyet valójában maga az olvasó indít el reakcióival. Ez igazából két jelenség közti kontrasztreláció útján jön létre, amelyek közt a különbségeket az olvasónak kell áthidalnia saját erejéből. „A Fielding-féle visszafordító kontraszt világossá teszi, hogy egy idea, egy norma vagy egy esemény csak akkor képes az olvasó képzeletében teljességgel kialakulni, ha előáll az ellentétes helyzet, amelyben a szándékolt jelenség és negatívja többé-kevésbé megjelenik.” Ez gyakorlatban leginkább a jellemábrázolásban mutatható ki. Fielding többféle jellemábrázolási módot is kipróbál a regényben.
Az egyik típus az ellentétek szimmetriája, amikor több szereplő közt von párhuzamot, a másik típus pedig az ellentétek többszörös szimmetriájára épül, amikor a két főszereplő (Sophia és Tom) áll szemben a többi szereplővel. Ezek kifejtését az utóbbival kezdeném, mert összetettebb képet ad a történet főhőseiről és sokoldalú magyarázattal szolgál. Az első kontrasztreláció Tommal három alakot állít szembe: Blifilt, Nightingalet és Lord Fellamart. Thomas Blifil, gyermekkori barátja, majd később féltestvére, aki mindig kifogástalanul viselkedik, tudja, mikor mit kell mondania, hogy megnyerje magának az embereket. Nagy szerepet játszik abban, hogy Tomot kiebrudalják az Allworthy birtokról. Nightingale talán egy fokkal jobb Blifilnél, de ennek ellenére erkölcsileg nagyon mélyre süllyedt. Jószívű és könnyelmű, Nancynek, Millerné lányának udvarol, egészen addig mikor egy napon váratlanul eltűnik. Kiderült, hogy teherbe ejtette Nancyt, de nem akarja feleségül venni – pedig nagyon szereti -, mert apja, a dúsgazdag kapzsi bankár kitagadná az örökségből. Lord Fellamar pedig maga a bűn megtestesítője azzal, hogy belemegy Lady Bellaston tervébe: magáévá akarja tenni Sophiát erőszakkal, hogy megszerezze a vagyont a kényszerházassággal. Ezen kívül Thwackum és Square is ellentétben áll Tommal – kapcsolatuk szinte parabola minőségű történetet ad -, de a Tommal való kontrasztjuk elhanyagolható ahhoz képest, amit egymással szemben mutatnak. A történet másik főszereplőjével, Sophiával szemben szintén három személyiség áll szemben: Molly Seagrim, Jenny Jones (Mrs. Waters, vagy később Mrs. Partridge) és Lady Bellaston. Molly Tom szeretőjeként jelenik meg, aki szíves-örömest vállalja ezt a szerepet a fiú jószívűsége miatt kapott támogatásért. Jenny Jones könnyedén eladja becsületét, amikor vállalja Tom anyjának szerepét jutalom fejében Bridget kisasszonytól. Lady Bellaston pedig a nagyvilági asszony, aki soha nem menne feleségül Tomhoz (nem mintha a fiú akarná), de mégis féltékeny mikor együtt látja a szerelmeseket, ezért is eszeli ki a gonosz tervet, amit fentebb Lord Fellamarnál is említettem.
Az első jellemábrázolási típus, ahol párokban valósul meg az ellentétek szimmetriája, magában hordozza fent csoportokba rendezett szereplők párhuzamát is, ezért az ezektől különbözőeket szeretném csak kiemelni ennél a pontnál. Az első páros Allworthy úr és Western úr. Allworthy nagylelkű, jószándékú, emberséges, bölcs és jótékony úriember. Mindig szívesen segít az arra vetődő rászorulókon. Igazságos békebíró, és mint beszélő neve is mutatja „Csupaérdem”. Egyetlen hibája, hogy jóhiszemű és naiv, ezért gyakran bolondot csinál belőle az író, de be is vallja, hogy nem ok nélkül, mert nem akar hibátlan és tökéletes alakokat felvonultatni előttünk. Western úr jakobinista, heves természetű földesúr, aki nem győzi szidalmazni a Hannover-házat, akik Anglia trónján ültek (és ülnek a mai napig) – ezért gyakran kerül ellentétbe saját nővérével is a regényben. Imád vadászni, lakomázni és inni, de gyöngéd szeretettel fordul egyetlen lánya felé, aki mindig is engedelmes volt hozzá, ám a sok halihózás közben valahol mégis kisiklott a kezéből az irányítás. Hullámzó hangulata miatt, akár bipolárisnak is tekinthetnénk, hiszen olyan szélsőséges a viselkedése, akár a tavaszi időjárás. Allworthy és Western kontrasztrelációja meglepő módon kiegyenlített, hiszen jól megférnek egymás mellett és sosem viszálykodnak, ráadásul a két család a regény végén egyesül. A másik kiemelkedő páros Square filozófus és Thwackum tiszteletes. Ellentétük komikussá válik a regény folyamán. Square klasszicista műveltségű gondolkodó aki neoplatonista deista nézetek vall. Sokkal emberibb szereplő hibáival együtt is, mint Thwackum. A bigott anglikán lelkész az ortodoxia szerint éli életét, ám vallásossága ellenére tette elvetendőek, mert még a Tízparancsolat pontjait is kijátssza a maga kedvére.
Összességében láthatjuk, hogy Fielding kontraszt elve azon alapszik, hogy egy jó dolog pozitív mivolta nem nyer addig értelmet rendesen addig, ameddig nincs ott valamilyen formában a negatív ellenpontja. Ez az el végigvonul az egész regényen – gyakran ez adja a komikum alapját is –, így ösztönözve az olvasót a saját tapasztalatainak bővítésére, hogy később sikeresen felismerje a különböző embertípusokat, ha találkozik velük életében.

### Polgári realista regény
Egyes elméletek szerint a Tom Jones valójában egy polgári realista regény. Nem kevesen bizonyították is, hogy a mű „az akkori angol élet majd ezer-oldalas monumentális freskója”. Ez lényegében igaz is, hiszen a regény átfogó képet ad az akkor angliai vidéki életről, az országúti fogadók hangulatáról és a londoni elit erkölcstelenségéről. Helyet kap a polgárság különböző rétegeinek a bemutatása is, valamint a kor intézményrendszere és szokásai is fel-feltűnnek egy-egy utalásban, de igazából ez a műfajmegnevezés sem felel meg minden szempontnak.

### Pikareszk regény
A harmadik és egyben legelfogadottabb válasz a műfaj kérdésére a pikareszk regény vagy kópéregény. Ez a műfaj a 16. századi Spanyolországból ered. Az akkori, általában laza szövésű elbeszélést a kópé-hős (pikaró, ha férfi és pikara, ha nő) alakja tart össze, aki alsóbb társadalmi osztályból származik.
Sok-sok kalandon megy keresztül, azért hogy olyan anyagi stabilitáshoz jusson, ami korábban sosem adatott meg neki. Mestertől mesterig vándorol, de sosem képes huzamosabb ideig egy helyen megmaradni, így az írónak lehetősége nyílik, hogy általános képet adjon Spanyolország életéről epizodikus képekben. A két legnagyobb mű ebből az időszakból az ismeretlen szerző tollából származó Lazarillo de Tormes és a Mateo Alemán által írt Guzman de Alfarache. A Lazarillo egyfajta sikertörténetet beszél el, jellegzetes pikareszk regényként. Az sem elhanyagolható a művel kapcsolatban, hogy első személyű elbeszélés – a legelső az irodalomtörténetben. Az alsóbb rétegek problémáit jeleníti meg és fellázad a mesterkélt udvari irodalom ellen. Hőse a társadalomból kitaszított sóvárgó, aki nem ritkán éhezik, és állati szintre süllyed a túlélés érdekében. „Lazarillo kópé ugyan és egyféle antihős, de ugyanakkor self-made man is, olyan ember, aki nem született bele abba a viszonylagos jómódba, amit a maga erejéből ért el”. A történet valójában kétértelmű, gyermeki ártatlanság és keserű cinizmus keveréke, a hangulatok és a magatartások körvonalai elmosódnak. A történet zárlata pozitív kicsengésű, mégis végig megül rajta valamiféle „tragikus köd”. Guzman története némileg eltér Lazarillóétól, hiszen ő már teológia tanulmányokat végez , így nem teljesen tudatlanul kerül ki a világba. Később, mikor a gályára jut bűnbánóan és fájdalommal gondol vissza korábbi életére. Mindkét műről elmondható, hogy főhősük a történet végére felnő, „nem ugyanazok a tudatlan, életet nem ismerő gyermekek a regény végén, mint akik az elején voltak”. Felépítésük epizodikus, mert egy kalandsorozatot mutatnak be: minden epizód egy új mestert, új tapasztalatot jelent a hősök számára. Újra és újra szembekerülnek a keserű igazsággal, a világ kegyetlenségével. Ez a szerkesztési mód nem adott átfogó képet az országról, az elejtett információmorzsák csak a végén állnak össze egy nagy egésszé. A történetek általában humorosnak hatnak, ám gyakori az, hogy a nevetés rettegésbe fordul át a kialakult helyzet hatása miatt.
Henry Fielding Tom Jones című regénye nem teljes mértékben követi a 16. századi pikareszk regény sémáját, de nagyrészt megfelel neki. A főhős Tom, a pikaró, aki, ahogy az alcím is jelzi, talált gyermek, vagyis alacsony sorból való. Rejtélyes körülmények között kerül az Allworthy birtokra, de hamarosan kiderül honnan is jött a kisded: állítólag egy Jenny Jones nevű lány az anyja és ő csempészte a kúriára a csecsemőt, így kapja a fiú a Jones vezetéknevet, ami az egyik leggyakoribb angol családnévként utal alacsony származására. Váratlan fordulat, hogy mindezek ellenére Allworthy úr megtartja a gyermeket, így annak jó sora lehet, és sosem szenved hiányt Lazarillóval vagy Guzmannal ellentétben. Tom alakját a Shaftesbury-féle filozófia alapján építi fel, aki „a jóságot, a jó cselekedetekre irányuló vágyat velünk született lelki képességnek, az emberi természet részének tudta” A társadalomkép ezzel szemben hobbesi és mandeville-i filozófián alapszik, ami kegyetlen, illúziótlan, eszmény nélküli, így Tom Jones merőben pozitív és reményteli figurája tökéletes ellentéte a felvázolt társadalomrajznak. „Fielding itt már érzékeli, hogy más, bonyolultabb és körmönfontabb ábrázolási módszerre van szükség a hiteles valóságrajz és az eszményi hős egyeztetéséhez, esztétikailag hatásos és elfogadható összebékítéséhez. Ez a módszer Tom Jones jellemének és sorsának az ábrázolásában az ironikus utópia módszere. Lényege: Fielding tudja, hogy eszményi hősét úgy kell elhelyeznie ábrázolt korának valóságában, hogy közben mindvégig jeleznie kell: ez a hős eszményi, >>nem valóságos<< hős, azaz kivétel a szabály alól”. Alakja szinte illuzórikusnak és utópisztikusnak hat, de mégis vannak hibái, amiket a történet leküzd, és így magasabb szintre emelkedik. A regényben az ő ellenképe egyértelműen Thomas Blifil, gyermekkori barátja, majd később féltestvére, aki mindig kifogástalanul viselkedik, tudja, mikor mit kell mondania, hogy megnyerje magának az embereket. Nagy szerepet játszik abban, hogy Tomot kiebrudalják az Allworthy birtokról. Így válik a lelenc teljesen kitaszítottá, annak ellenére, hogy bűnei eltörpülnek másoké mellett, ráadásul az olvasó a Sophia kisasszonytól való elszakadás miatt is szánja. Szerelmük tiszta volt és eszményi, de a lány apja hajthatatlan volt és kapzsi ezért hallani sem akart kettejük házasságáról, ezért Blifillel jegyeztette el őt. Tom kényszerből indul útnak, ahogy a pikaró általában, de őt nem szűkös anyagi helyzete hajtotta, mint például Lazarillót. Fielding regényében lényegében egyszer sem jelenik meg a gazdasági kényszer motívuma, mert Tomnak mindig sikerül valahogyan pénzt szereznie. Így aztán a történet hangulata sem olyan kétségbeejtő és tragikus, mint például a Guzmané, ezért az író sokkal nagyobb hangsúlyt fektet a humorra. Ez a humor általában könnyed és megmosolyogtató, de mégis erős társadalomkritikai vonalon mozog. Ez általában jellemkomikumban teljesedik ki az angliai élet minden területén: cselédek, szolgálók világa (Honour és Molly anyja), a régi idők híveinek konzervatív gondolkodásmódja (Western uraság), a nyerészkedő, haszonleső kapitalizmus (idősebb Nightingale), a londoni arisztokrácia társas élete (Fitzpatrickné és Lady Belaaston) és az udvari képmutatás becstelensége. Tomnak is minddel lehetősége van megismerkedni útja során, ahol mindinkább céltalanná vált életétének próbál értelmet adni. Azonban a fiú váratlan módon nem jut igazi pikaró sorsa úgy, mint Lazarillo és Guzman, vagy mint az alapot szolgáltató Roderick Random. Ő ebben is kivétel, hiszen „Tom az átlagos picaro-sors szokványos stációit csupán >>majdnemekben<< járja be; azaz majdnem katona lesz, majdnem elhurcolják matróznak, majdnem érdekházasságot köt, majdnem útonállóvá vedlik, s végül – csupán majdnem akasztják fel.” Ezektől a szabályszerű eseményektől mindig megmenti őt az író nagy szerencsének álcázva közbeavatkozását, így megőrizve a történet pozitív végkicsengését és ironikus felhangját.
A mű ebben is eltér a szokványos pikareszk regénytől, mert Fielding az eseményeket lineárisan építi fel, és nem ragaszkodik az epizodikussághoz. Tehát a történet részei nem lehetnének önállóak és nem felcserélhetőek, mert nagy lényeges az részek egymásutánisága a cselekménybonyolítás szempontjából. A regény szerkezete rendkívül arányos és jól bonyolított: 18 könyvből áll (mindnek az első fejezte pusztán elmélkedés egy témában), melyből 6 vidéken, az Allworthy birtokon és környékén játszódik; 6 az országúton, fogadókban és kocsmákban; 6 pedig a Londonban történteket foglalja magába. A regény több szálon fut, melyeket az író nem rest időnként összecsomózni (például az uptoni fogadóban és a börtönben), hogy később újra szétválassza.

## Elbeszélő stratégia
Fielding regényében lépten-nyomon találkozunk az olvasónak címzett megszólításokkal, felhívásokkal, figyelmeztetésekkel és magyarázatokkal. Ezek az aspektusok bevonják az olvasót a műbe és egyértelmű szerepet szánnak neki. De mégis, kitől érkeznek ezek az utasítások? A regény olvasása során erre könnyen rájöhetünk, abból, ahogy az író folyamatosan értekezik az éppen készülő regényéről. Bevezet bennünket az írás kulisszatitkaiba, esztétikai műhelyproblémáiba, sőt megállapításokat tesz a világról és a társadalomról, amelyeket a történet eseményeinek fényében valamiképpen értelmez. Erre jó példa az, amikor Jones úrfi megmenti Sophiát a földre eséstől, mikor a lány lova megbokrosodik: „Sophia a maga nagylelkűségében Jones viselkedését igaz hőstetté magasztosította és igen mélyen szívébe véste. Annyi bizonyos: nincs még egy férfitulajdonság, amelyet a legtöbb asszonyszemély többre becsülne, mint a bátorság. Ha elfogadjuk az általánosan elterjedt vélekedést, a gyöngébb nem félénk természetében lelni ennek magyarázatát, amely, mint Osborne mondja, >>oly nagy, hogy Isten minden teremtménye közül a leggyávább az asszony<<. Ez a megállapítás azonban inkább otrombasága, semmint igazsági miatt nevezetes. … De akárhogyan is álljon a dolog, annyi bizonyos, hogy ez az eset erősen hatott Sophiára. És valóban, miután alaposan megvizsgáltam a körülményeket, hajlandó vagyok azt hinni, hogy a bájos Sophia viszont ugyanolyan mély benyomást tett Jones szívére.” Ebből a részletből is láthatjuk, hogy az író elmélkedéseinek tárgyát könnyen beilleszti a történet menetébe, amivel színesíti az események és tágítja az olvasó látókörét.
Rendszeresen visszatérő elem a hősök sorsának tárgyalása, amivel szintén magára irányítja figyelmet egy kis időre. „Egészen más volt most az ifjú hölgy helyzete, mint annak előtte. A szenvedély, amely régebben oly édes volt számára, most valóságos skorpióvá nőtt lelkében. Ellen is állott ennek minden erejével, és előszedett minden észokot (korához képest feltűnően okos leány volt), hogy elfojtsa és megszabaduljon tőle. Ez olyan jól sikerült neki, hogy remélni kezdte: az idő és a távollét végleg meggyógyítja. Elhatározta hát, hogy amennyire lehet, kerülni fogja Tom Jonest. Azt tervezte, hogy elutazik: meglátogatja nagynénjét. Biztosan számított arra, hogy apja beleegyezik ebbe. A sors azonban más terveket forgatott a fejében. Egyszeriben lehetetlenné tett minden ilyenfajta megoldást, és előkészített egy eseményt, amelyről azonban már csak a következő fejezetben számolok be.” Azzal, hogy megmutatja, hogy milyen önkényesen rendelkezhet hősei sorsa felett, beismeri, hogy a ’sors’ mögött valójában ő maga áll. Deus ex machina módjára ténykedik a történetben, és ezzel bizonyítja, hogy ténylegesen ő az „új irodalmi tartomány korlátlan ura”, amelyet saját maga alkot meg. Ennek az „új irodalmi tartománynak” a törvényeit és szabályait a könyvek elején elhelyezett regényelméleti esszéiben összegzi. Fielding ezekben „harcba száll a romance-szal, regényes történetekkel, a felfújt pátosszal, az áltragédiával, a valóság felszínét regisztráló történelemkönyvekkel, s a poros álklasszicizmussal. Egyszóval minden olyan irodalommal, amely hazudik az életről, s minden művészi formával, amely nem áll a valóság tükrözésének szolgálatában."
Közbeszólásaival gyakorlatilag a regény szereplőjévé válik, aki persze fölényben van a többi hőshöz képest. Ennek az, az oka, hogy nyilván mindent tud a többiekről és az elkövetkezendő eseményekről, így előreutalásokkal és visszautalásokkal ragadja meg és kényszeríti teljes figyelemre az olvasót. „Ha pedig elkövette volna, akkor azt hiszem, teljes joggal rászolgált volna arra, amit környezete egyhangúlag jósolgatott: hogy feltétlenül akasztófán fogja végezni, amint ezt már Tom bemutatása alkalmából említettem olvasóimnak.” Ehhez hasonló példák egész sorát találhatjuk még meg a regényben. Amellett, hogy mindentudó szeplővé válik, egyértelműen a legpozitívabb alak is, hiszen ismeri az történések végkifejletét, tudja, hogy a történet majd boldog véget fog érni, az összes viszontagság ellenére is. Ezért képes végig szellemes iróniával szemlélni az eseményeket, és sok apró humoros megjegyzésével megnevettetni az olvasót. Ezt a következő részlet is jól példázza:
„NEGYEDIK FEJEZET''
Az egyik legvéresebb csata, jobban mondva párbaj, melyet a hazai történelem valaha is feljegyzett
Az előző fejezetben említett okokból s bizonyos házastársi nyájasságok hatására (jól ismeri ezeket a legtöbb férj, én azonban nem beszélek róluk, mert olyanok mint a szabadkőművesek titkai: tilos őket kifecsegni olyanok előtt, akik nem tagjai a tiszteletre méltó testvéri szövetségnek), Partridge-né asszony csaknem teljesen megbizonyosodott afelől, hogy férjét alapos ok nélkül ítélte el, s hogy alaptalan vádaskodásáért kárpótolja őt: elhalmozta őt szeretetével.”
Gunyoros hozzászólásai megmutatják állásfoglalását a társadalommal kapcsolatban, és elődjéhez – Tobis Smollett Roderick Random (1748) – képest a szenvedélyt inkább patetikus irónia oldja fel. Ez nem is meglepő, hiszen Fielding a Roderic Random paródiájának szánta eme nagy művét. Elbeszélőként az egész regény alatt magyaráz és értelmez, így az olvasó kalauzává válik. Az sem ritka, hogy mentegetőzésbe fog, sőt nem egyszer saját képességeit csepüli. Ilyenek például azok a részek, amikor Miss Bridget, Allworthy uraság, Partridge-né vagy Thwackum tiszteletes úr külsejének leírásába kezd: erre a feladatra alkalmatlannak tartja magát, ezért egy Hogarth (1697-1764) metszethez vagy festményhez irányítja az olvasót, hogy ehhez vagy ahhoz hasonlóan képzelje el az említett szereplőt.
Ez az elbeszélői Én állandó beszélgetőtársként fordul az olvasó felé kizökkentve azt az események sodrából. Fentebb már említettem, hogy Fielding konstans figyelemre kényszeríti az olvasót, de valójában ennél sokkal többről van szó, amit ő maga is kimond a regényben: „Nagyon tévedsz, ha azt képzeled: én azzal a szándékkal kezdtem bele ebbe a nagy munkába, hogy semmi dolgot se adjak az eszednek, vagy hogy élvezettel és haszonnal utazhatod végig a lapokat, ha közben-közben nem gyakorlod szellemi képességeidet.” Utasításokkal látja el, hogy elképzelje azt a maga módján, amit ő az írásából elhallgat, hogy felébressze az olvasóban a különbségek iránti felismerést, ezért aztán az olvasó nem is rest követni ezeket és kihasználni a lehetőséget, hogy kipróbálja a már említett szellemi képességeit. Ezáltal az olvasó állandó vezérfonalat kap az események megfigyeléséhez, ráadásul folyamatosan reagál a regényben történtekre. Ezekre a reakciókra építi Fielding az események folyását, hiszen az előre megírt jelzésekre adott válaszokban bontakozik ki valójában a regény értelme, amit az író nem ad meg nyíltan és félreérthetetlenül kimondva. „Struktúrája folytonos reagálás struktúrája. Inkább az olvasó figyelmében létezik, mint az írott mondatokban. Ez azt jelenti, hogy hatása inkább ismeretelméleti, mint erkölcsi. Azt mutatja meg nekünk, hogyan szerezzük az emberi tapasztalatról ismereteinket: a megértés folyamatának tisztázása ez.”

## Szereplők
- Tom Jones, a regény főszereplője, aki lelencgyerekkényt kerül Allworthy úr somersethshire-i birtokára. Ő a regény főhőse.
- Sophia Western, Tom szerelme és a regény női főszereplője.
- Allworthy úr, Tom nevelőapja, aki elűzi Tomot birtokáról, majd viszontagságos úton újra fiává fogadja.
- Western úr, Sophia régimódi apja, aki nem veti meg a hedonista örömöket.
- Square filozófus klasszicista műveltségű gondolkodó, aki neoplatonista deista nézetek vall.
- Thwackum tiszteletes bigott anglikán lelkész az ortodoxia szerint éli életét, ám vallásossága ellenére tette elvetendőek, mert még a Tízparancsolat pontjait is kijátssza a maga kedvére.
- Thomas Blifil, Allworthy úr unokaöccse, Tom gyermekkori barátja (majd később kiderül, hogy a féltestvére), aki mindig kifogástalanul viselkedik, tudja, mikor mit kell mondania, hogy megnyerje magának az embereket.
- Nightingale jószívű és könnyelmű, Nancynek, Millerné lányának udvarol, egészen addig mikor egy napon váratlanul eltűnik. Kiderült, hogy teherbe ejtette Nancyt, de nem akarja feleségül venni – pedig nagyon szereti -, mert apja, a dúsgazdag kapzsi bankár kitagadná az örökségből.
- Lord Fellamar maga a bűn megtestesítője azzal, hogy belemegy Lady Bellaston tervébe: magáévá akarja tenni Sophiát erőszakkal, hogy megszerezze a vagyont a kényszerházassággal.
- Molly Seagrim Tom szeretőjeként jelenik meg, aki szíves-örömest vállalja ezt a szerepet a fiú jószívűsége miatt kapott támogatásért
- Bridget Allworthy, Allworthy úr testvére, Thomas Blifil anyja, majd később kiderül, hogy ő Tom Jones anyja is.
- Jenny Jones (Mrs. Waters, vagy később Mrs. Partridge) könnyedén eladja becsületét, amikor vállalja Tom anyjának szerepét jutalom fejében Bridget kisasszonytól.
- Lady Bellaston nagyvilági asszony, aki soha nem menne feleségül Tomhoz (nem mintha a fiú akarná), de mégis féltékeny mikor együtt látja a szerelmeseket, ezért is eszeli ki a gonosz tervét.

## Magyar kiadások
- Fielding Henrikː Jones Tamás, a talált gyerek, 1-3.; ford. Szüry Dénes; Kisfaludy Társaság, Bp., 1907–1910
- Tom Jones; ford. Julow Viktor; Franklin, Bp., 1949 (A világirodalom remekei)

## Filmes feldolgozásai
- Tom Jones, rendező: Tony Richardson, főszereplő: Albert Finney (1963)
- Azonos című BBC feldolgozás (1997)